# Rue Dauphine
Rue Dauphine är en gata i Saint-Germain-des-Prés i Paris sjätte arrondissement. Namnet kommer av dauphin, titeln för den franske tronarvingen från cirka 1350.
Gatan, som idag är mycket restaurangtät, sträcker sig i nordnordost-sydsydvästlig riktning och slutar i norr vid Pont Neufs södra brofäste och i söder ett kvarter norr om Boulevard Saint-Germain.
Nobelpristagaren Pierre Curie dog när han den 19 april 1906 blev överkörd av en hästdroska på rue Dauphine.